# Hibbertia acicularis
Hibbertia acicularis är en tvåhjärtbladig växtart som först beskrevs av Jacques-Julien Houtou de La Billardière, och fick sitt nu gällande namn av F. Müll. Hibbertia acicularis ingår i släktet Hibbertia och familjen Dilleniaceae. Inga underarter finns listade i Catalogue of Life.